# ウェディングピーチ プレミアムCD
『ウェディングピーチ プレミアムCD』は、FURIL'（氷上恭子・宮村優子・野上ゆかな・今井由香）の3rdシングル（非売品）である。1996年8月18日にケイエスエスより発行。OVAの主題歌とFURILのメッセージ収録曲目リスト。

## 概要
- OVA『ウェディングピーチDX』のオープニングテーマ主題歌「Merry Angel」スペシャル・バージョンを収録。
- FURILのメッセージでも収録。

## 収録曲
1. Merry Angel Special Version
2. Message from FURIL'